# UFC 8
UFC 8: David vs. Goliath（ユーエフシー・エイト：デイヴィッド・バーサス・ゴライアス）は、アメリカ合衆国の総合格闘技団体「UFC」の大会の一つ。1996年2月16日、プエルトリコ・サンフアンのルーベン・ロドリゲス・コロシアムで開催された。

## 大会概要
本大会は、UFCが初めてアメリカ合衆国以外の地域で開催された大会で、UFC初のプエルトリコ大会となった。
UFCスーパーファイト王座（後のUFC世界ヘビー級王座）タイトルマッチが行なわれ、王者ケン・シャムロックが挑戦者キモを膝十字固めで降し、2度目の王座防衛を果たした。
トーナメントでは、ドン・フライがトーマス・ラミレス、サム・アドキンス、ゲーリー・グッドリッジを降し、トーナメント優勝を果たした。
試合時間はトーナメント1回戦・準決勝は10分、トーナメント決勝およびUFCスーパーファイト王座タイトルマッチは15分で行われた。

## 試合結果

### リザーブマッチ
第1試合 UFC 8トーナメント リザーブマッチ 10分1R
○  サム・アドキンス vs.  キース・ミェルケ ×
1R 0:50 ギブアップ（グラウンドパンチ）
※アドキンスがトーナメントリザーブ権獲得

### トーナメント1回戦
第2試合 UFC 8トーナメント 1回戦 10分1R
○  ドン・フライ vs.  トーマス・ラミレス ×
1R 0:08 KO（右フック）
※フライが準決勝進出
第3試合 UFC 8トーナメント 1回戦 10分1R
○  ポール・ヴァレランス vs.  ジョー・モレイラ ×
1R終了 判定3-0
※ヴァレランスの負傷棄権によりリザーバーのアドキンスが準決勝進出
第4試合 UFC 8トーナメント 1回戦 10分1R
○  ジェリー・ボーランダー vs.  スコット・フェローゾ ×
1R 9:03 フロントチョーク
※ボーランダーが準決勝進出
第5試合 UFC 8トーナメント 1回戦 10分1R
○  ゲーリー・グッドリッジ vs.  ポール・ヘレラ ×
1R 0:13 KO（グラウンドの肘打ち）
※グッドリッジが準決勝進出

### トーナメント準決勝・選手権試合
第6試合 UFC 8トーナメント 準決勝 10分1R
○  ドン・フライ vs.  サム・アドキンス ×
1R 0:48 TKO（ドクターストップ：カット）
※フライが決勝進出
第7試合 UFC 8トーナメント 準決勝 10分1R
○  ゲーリー・グッドリッジ vs.  ジェリー・ボーランダー ×
1R 5:31 TKO（レフェリーストップ：グラウンドパンチ）
グッドリッジが決勝進出
第8試合 UFCスーパーファイト王座タイトルマッチ 15分1R
○  ケン・シャムロック vs.  キモ ×
1R 4:24 膝十字固め
※シャムロックが王座の2度目の防衛に成功

### トーナメント決勝戦
第9試合 UFC 8トーナメント 決勝戦 15分1R
○  ドン・フライ vs.  ゲーリー・グッドリッジ ×
1R 2:14 ギブアップ
※フライがトーナメント優勝